# Vilevolodon diplomylos
Vilevolodon diplomylos — вид вимерлих ссавцеподібних еухараміїд, який існував в Азії у кінці юрського періоду, 161—158 млн років тому. Є одним з найдавніших ссавців, що пристосовані до ширяння. Найдавнішим є волатікотерій, що існував 164 млн років тому.

## Скам'янілість
Скам'янілі рештки знайдені у відкладеннях формації Тяоцзішань провінції Ляонін, Китай. У цих же відкладеннях знайдено рештки іншого ширяючого ссавця Maiopatagium, який відрізняється більшим розміром тіла. Голотип складається з скелету, який зберігся приблизно на 70 %, черепа і відбитків шкірних літальних перетинок, що покриті тонкими волосками.

## Опис
Тварина завдовжки 8 см, тобто сягав розміру сучасної миші. У неї між передніми та задними кінцівками була шкіряна літальна перетинка (патагіум), призначена для ширяння, як у сучасних літяг. Зуби пристосовані для живлення насінням або іншим рослинним кормом.

## Назва
Вид описаний у 2017 році. Родова назва Vilevolodon складається з двох латинських слів: Vilevol («планер») та don («зуб»). Видова назва diplomylos, що означає «подвійне жування», вказує на характерну форму зубів.